# Texassalvie
Texas-Salvie (Salvia farinacea) er en plante, der anvendes som prydplante i haver og som kun overlever som énårig i Danmark.
| Botanik | Spire Denne botanikartikel er en spire som bør udbygges. Du er velkommen til at hjælpe Wikipedia ved at udvide den. |